# Inwazja turecka na Cypr
Inwazja turecka na Cypr (również pod nazwą operacja Atilla) – kolejne desanty tureckich sił zbrojnych na terytorium Cypru w lipcu i sierpniu 1974 r., przedstawiane jako reakcja na zamach stanu, inspirowany i współorganizowany na wyspie przez grecką juntę czarnych pułkowników. Zamach stanu, rozpoczęty 15 lipca 1974, zakończył się niepowodzeniem 22 lipca 1974. Nie powstrzymało to rozpoczętej 20 lipca 1974 inwazji, z kulminacją w dniach 14-16 sierpnia 1974, gdy to zajęto 36,2% powierzchni wyspy. Niezwłocznie prowadzono czystki etniczne, następnie rozległą akcję kolonizacyjną, głęboko zmieniającą strukturę demograficzną wyspy. 

## Historia
Do lat 60. XX wieku wyspa znajdowała się pod panowaniem Wielkiej Brytanii, będąc zamieszkiwana przez Greków oraz Turków. 15 lipca 1974 doszło do zamachu stanu na Cyprze, którego celem była natychmiastowa unia Cypru z Grecją (enosis).
Przed atakiem premier Turcji, Bülent Ecevit skonsultował swoją decyzję o interwencji zbrojnej na Cyprze z liderami największych tureckich partii politycznych. Część z nich przeciwstawiła się wizji ataku na Cypr, jednak szef rządu Turcji przekonywał wówczas o potrzebie utworzenia przyczółka, w którym schronienie znaleźliby Turcy cypryjscy. 
Podczas inwazji więcej niż jedna czwarta ludności Cypru została usunięta z zajętej północnej części wyspy, gdzie Grecy cypryjscy stanowili 80% ludności. Oprócz tego około 60 tys. Turków cypryjskich wyemigrowało z południa na północ po zakończeniu konfliktu. Siły tureckie stanowiły 40 tys. żołnierzy i 20 tys. bojowników Turków cypryjskich, a po drugiej stronie stanęło 12 tys. żołnierzy cypryjskich i 2 tys. greckich. Najazd turecki zakończył się proklamowaniem uznawanej jedynie przez Turcję Tureckiej Republiki Cypru Północnego i podziałem wyspy wzdłuż monitorowanej przez ONZ zielonej linii o długości 180 km. Na wyspie stacjonuje 35 tys. wojsk tureckich.

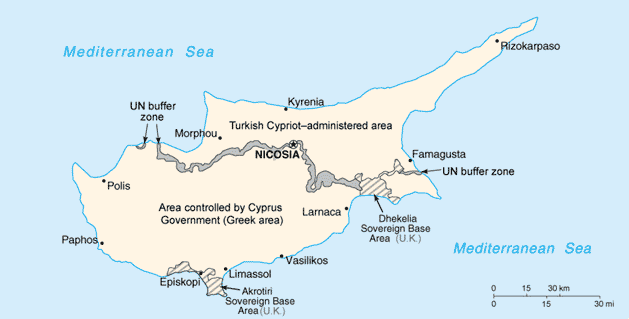
Podział wyspy Cypr
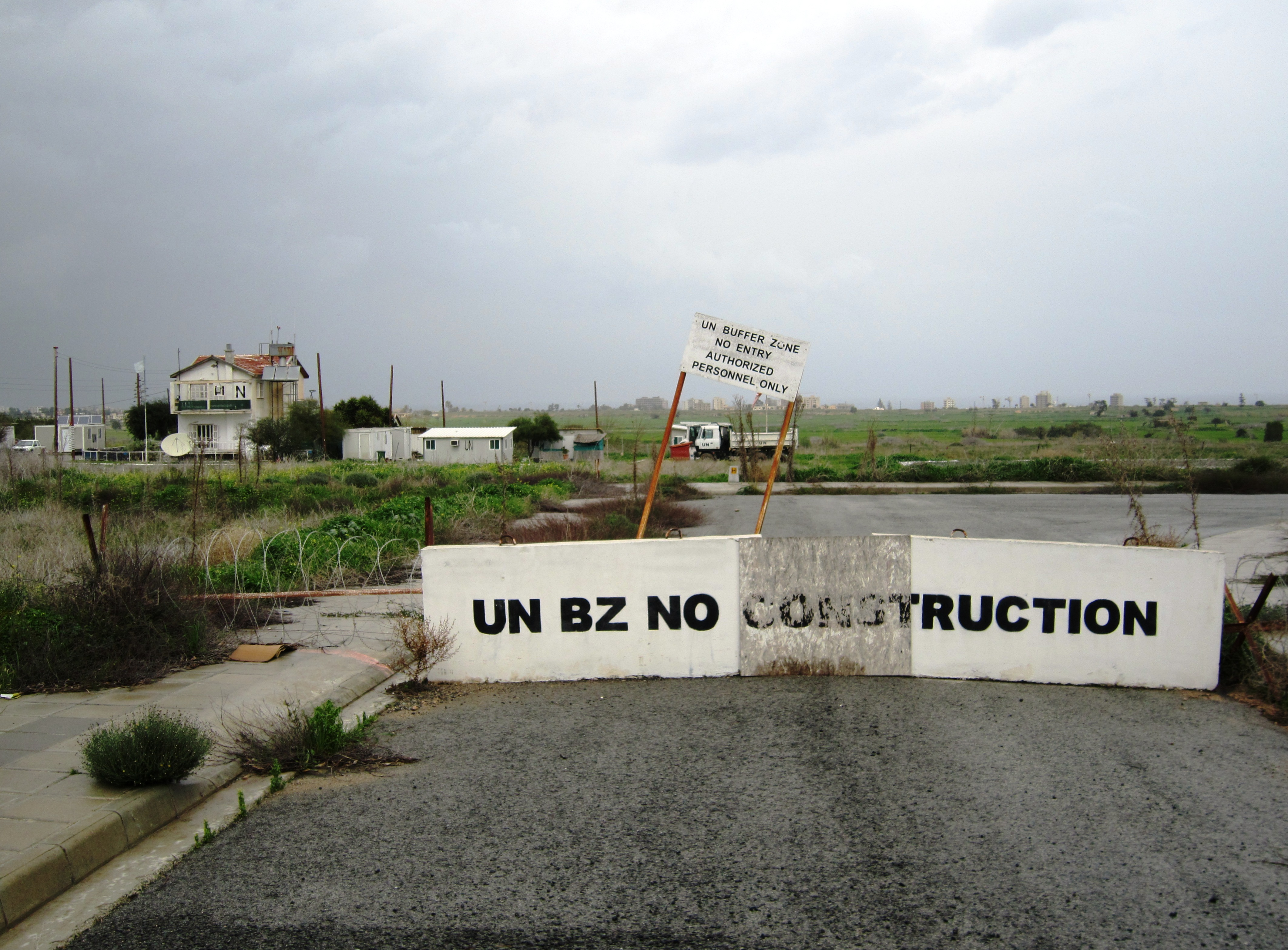
Zielona linia
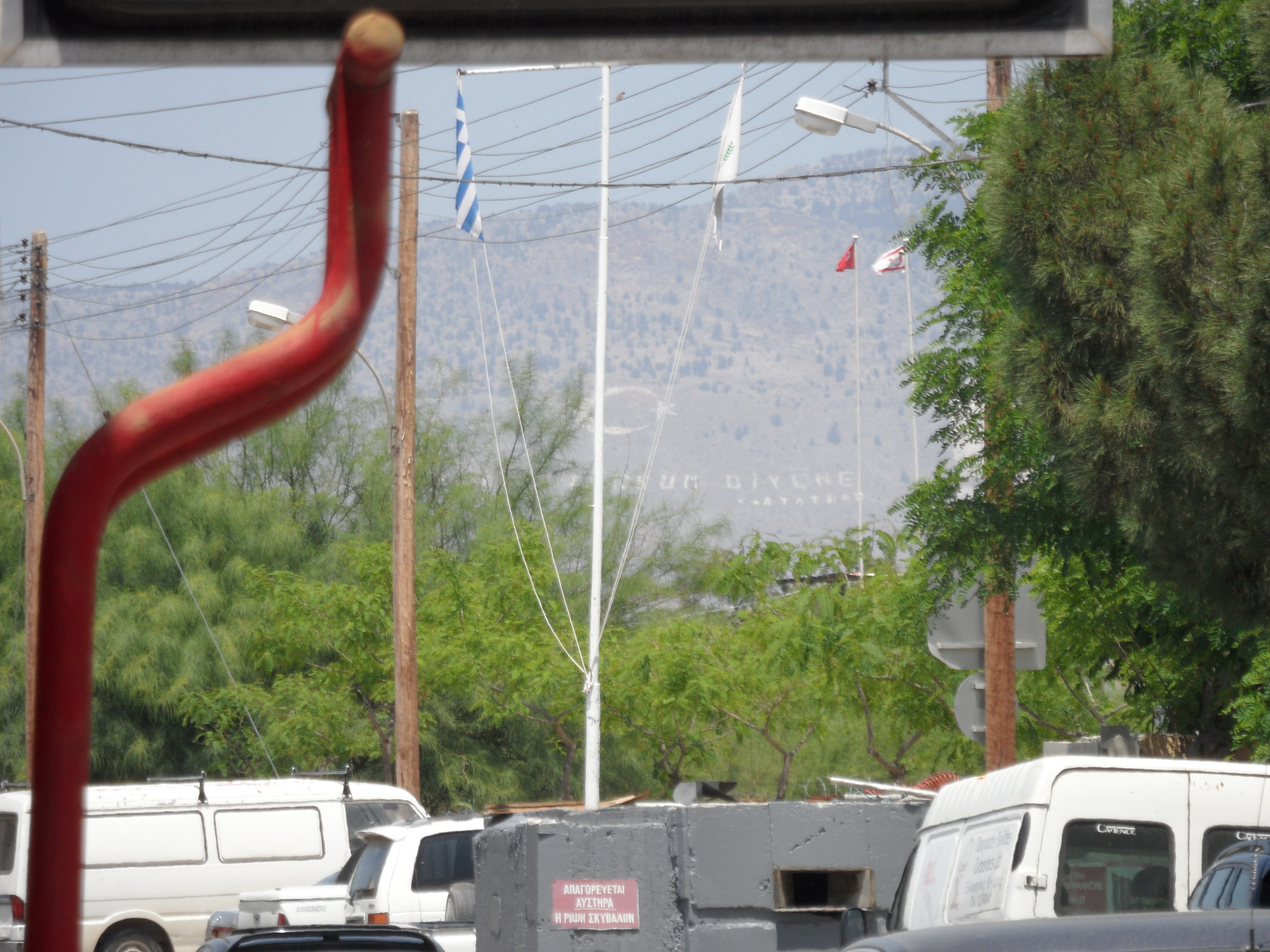
Bunkier na linii demarkacyjnej w Nikozji
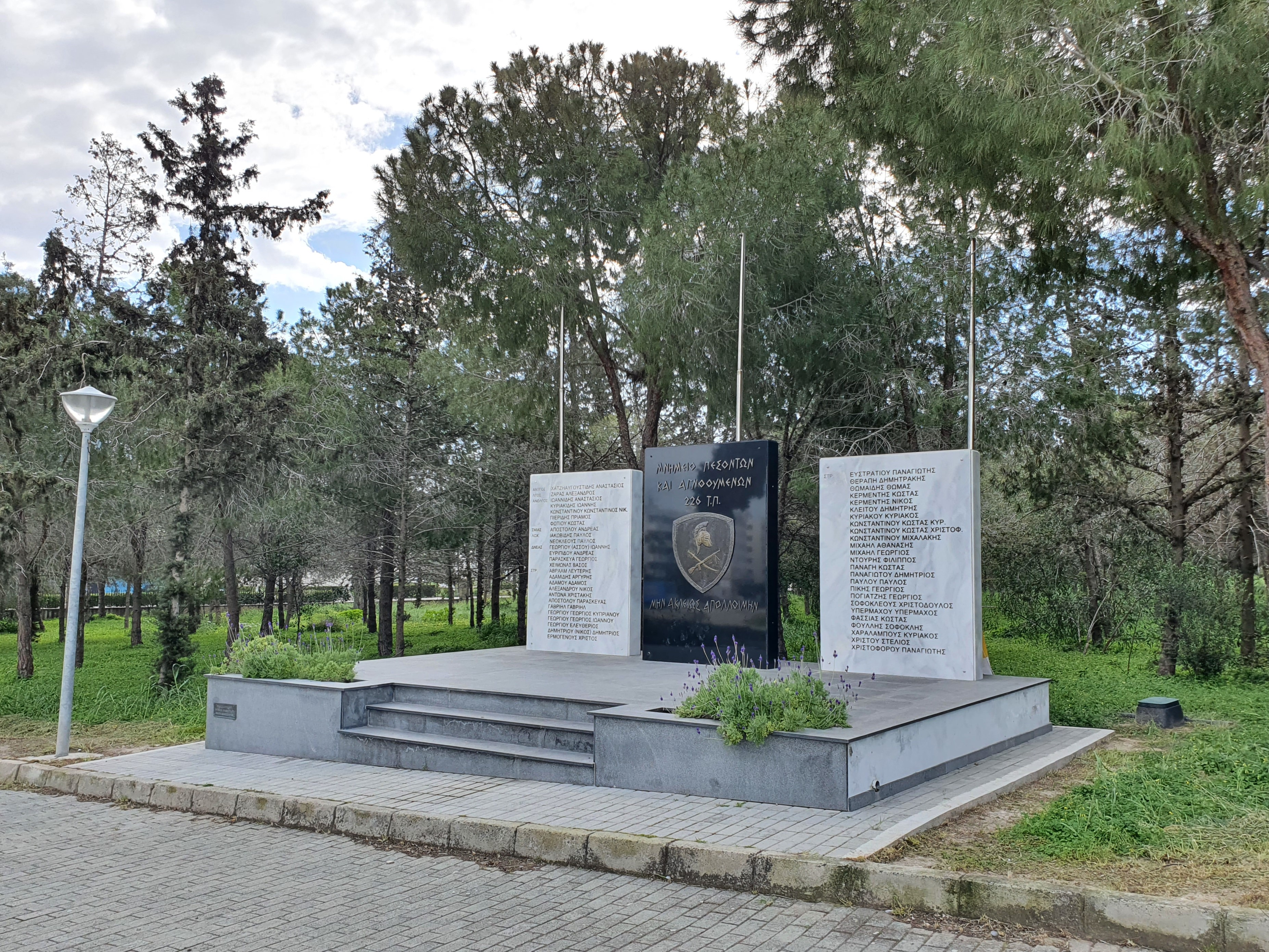
Pomnik poległych w czasie inwazji w Larnace